# 세계 채식인의 날

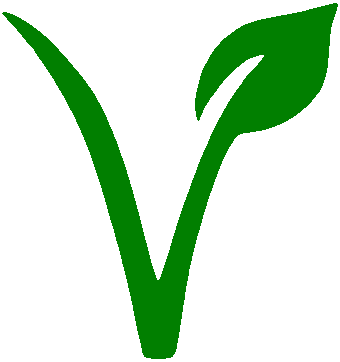

세계 채식인의 날(World Vegetarian Day)은 매년 10월 1일에 해당하는 날로, 2005년 국제 채식인 연맹이 제정하였다.

## 같이 보기
- 세계 비건의 날